# L'Ordre des choses
Cet article concerne le film d'Andrea Segre. Pour l'épisode télévisé canadien, voir L'Ordre des choses (télévision).
Pour plus de détails, voir Fiche technique et Distribution.
L'Ordre des choses (L'ordine delle cose) est un film dramatique franco-tuniso-italien réalisé par Andrea Segre, sorti en 2017.
Il est présenté hors compétition à la Mostra de Venise 2017.
Il remporte l'Amilcar du jury de la critique au Festival du film italien de Villerupt 2017,.

## Synopsis
Le film prend le point de vue de Corrado Rinaldi, un homme de loi qui aide à régulariser le débarquement des immigrants en traitant avec les autorités libyennes.

## Fiche technique
- Titre français : L'Ordre des choses[3]
- Titre original : L'ordine delle cose
- Réalisation : Andrea Segre
- Scénario : Andrea Segre et Marco Pettenello (it)
- Photographie : Valerio Azzali
- Montage : Benni Atria
- Musique : Sergio Marchesini
- Pays d'origine :  Italie -  France -  Tunisie
- Format : couleur - 35 mm
- Genre : drame
- Durée : 115 minutes
- Dates de sortie :
  -  Italie : 31 août 2017 (Mostra de Venise)
  -  France : Festival du film italien de Villerupt 2017, 7 mars 2018 (sortie nationale)

## Distribution
- Paolo Pierobon : Corrado Rinaldi
- Giuseppe Battiston : Luigi Coiazzi
- Fabrizio Ferracane : Terranova
- Valentina Carnelutti : Cristina
- Roberto Citran : Grigoletto
- Olivier Rabourdin : Gerard
- Yusra Warsama : Swada
- Fausto Russo Alesi : le ministre
- Hossein Taheri : Mustafa Abdelladib
- Khalifa Abo Khraisse :  Ali[4],[5],[6]

## Critique
En France, le site Allociné recense une moyenne des critiques presse de 3,7/5, et des critiques spectateurs à 3.8/5.

## Distinctions
- Amilcar du jury de la critique au Festival du film italien de Villerupt 2017.